# Bezirk Grieskirchen

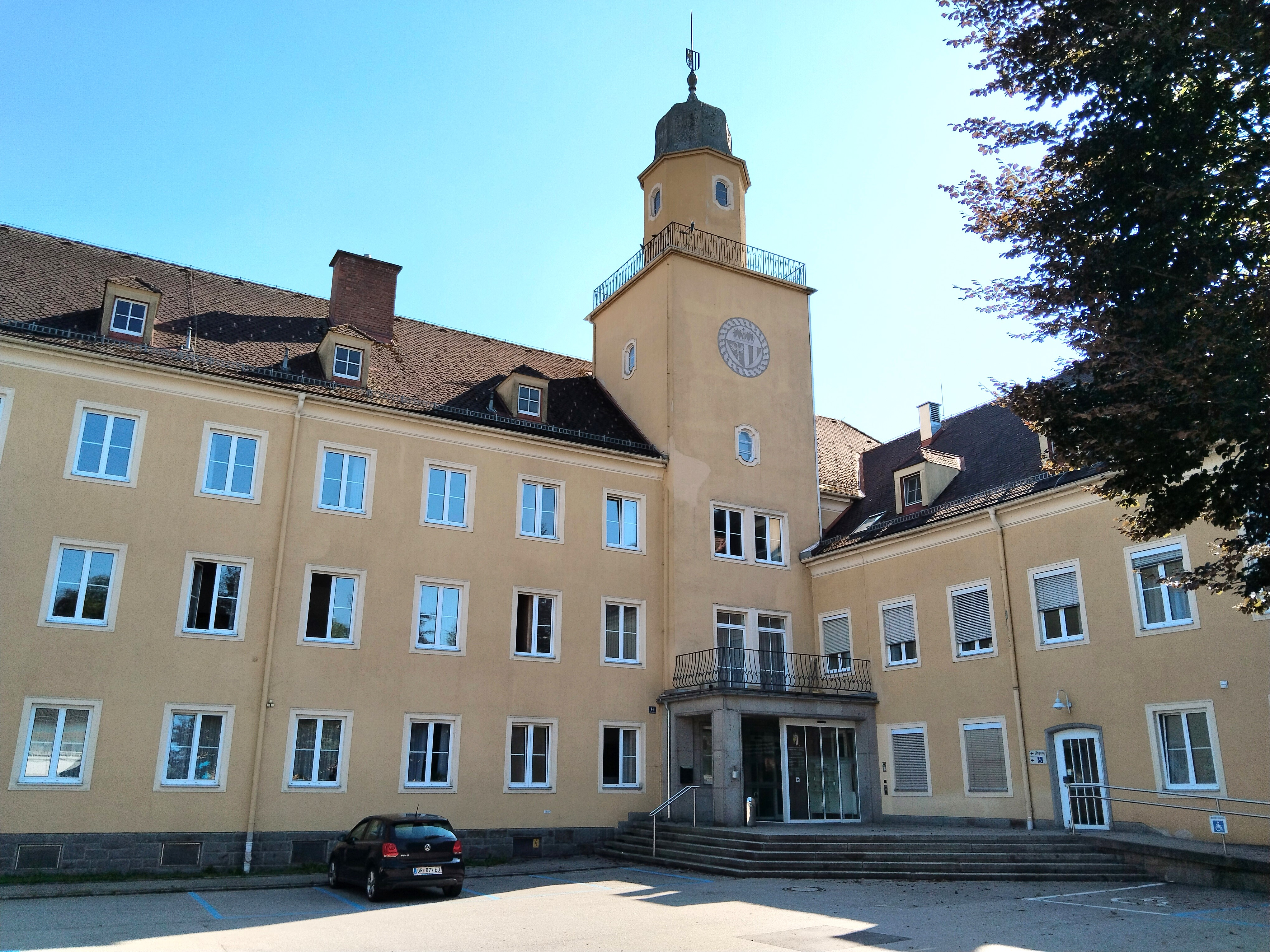
Bezirkshauptmannschaft Grieskirchen

Der politische Bezirk Grieskirchen ist ein politischer Bezirk des Landes Oberösterreich.
Er liegt im Hausruckviertel nordwestlich von Wels.

## Geschichte
Der Bezirk ist der jüngste in Oberösterreich und wurde im Jahre 1911 gegründet (RGBl. Nr. 173/1911). Für den Bezirk traten die Bezirkshauptmannschaften Ried den Gerichtsbezirk Haag am Hausruck, Schärding den Gerichtsbezirk Peuerbach und Wels den Gerichtsbezirk Grieskirchen an den neuen Bezirk ab.
1923 wechselten die Gemeinden Heiligenberg, Michaelnbach, St. Agatha, St. Thomas und Waizenkirchen des aufgelassenen Gerichtsbezirkes Waizenkirchen vom Bezirk Eferding zum Bezirk Grieskirchen. Gleichzeitig wurde die Gemeinde Geiersberg per 26. Juli 1923 an den Bezirk Ried im Innkreis abgetreten. Von 1938 bis 1948 war das Gebiet des Bezirks Eferding dem Bezirk Grieskirchen zugeschlagen.

### Verwaltungsgemeinschaft GR-EF
Erstmals in Österreich gingen zwei Bezirke eine Verwaltungsgemeinschaft ein. Rechtlich bleiben beide Bezirke erhalten, sichtbar an den Kfz-Kennzeichen mit GR und EF.  Mit 1. September 2016 ist die Bezirkshauptmannschaft Grieskirchen auch für den Bezirk Eferding zuständig, handelt in diesem Sprengel aber formal als Bezirkshauptmannschaft Eferding.  Bezirkshauptmann gibt es nur mehr einen, Verwaltungssitz ist Grieskirchen. In Eferding verbleiben nur eine Bürgerservicestelle und eine Außenstelle für Kinder- und Jugendhilfe und Soziales.
Der Bezirk Grieskirchen hatte 2016 64.000 Bewohner, Eferding brachte 32.000 ein. Damit wurde eine Bevölkerungsgröße wie von anderen Bezirken in OÖ erreicht.
Mit 1. Jänner 2017 wurden die Bezirkspolizeikommanden von GR und EF analog nach Grieskirchen zusammengelegt. In Eferding wird dadurch eine (Bezirks-)Leitstelle eingespart, eine Polizeiinspektion verbleibt am Ort.

## Angehörige Gemeinden

Gemeinden des Bezirks Grieskirchen

Der Bezirk Grieskirchen hat eine Fläche von 579,06 km² und umfasst seit 2018
- 33 Gemeinden,
  - darunter 2 Städte
  - und 14 Marktgemeinden.

Die Einwohnerzahlen stammen vom 1. Jänner 2024.
| Gemeinde                     | Lage | Ew    | km²   | Ew / km² | Gerichtsbezirk | Region | Typ             | Metadaten         |
| ---------------------------- | ---- | ----- | ----- | -------- | -------------- | ------ | --------------- | ----------------- |
| Aistersheim                  |      | 978   | 11,11 | 88       | Grieskirchen   |        | Gemeinde        | Gem.Kennz.: 40801 |
| Bad Schallerbach             |      | 4.540 | 8,51  | 534      | Grieskirchen   |        | Markt- gemeinde | Gem.Kennz.: 40802 |
| Eschenau im Hausruckkreis    |      | 1.061 | 16,61 | 64       | Eferding       |        | Gemeinde        | Gem.Kennz.: 40804 |
| Gallspach                    |      | 2.849 | 6,18  | 461      | Grieskirchen   |        | Markt- gemeinde | Gem.Kennz.: 40805 |
| Gaspoltshofen                |      | 3.615 | 40,61 | 89       | Grieskirchen   |        | Markt- gemeinde | Gem.Kennz.: 40806 |
| Geboltskirchen               |      | 1.470 | 17,24 | 85       | Grieskirchen   |        | Gemeinde        | Gem.Kennz.: 40807 |
| Grieskirchen                 |      | 5.182 | 11,72 | 442      | Grieskirchen   |        | Stadt- gemeinde | Gem.Kennz.: 40808 |
| Haag am Hausruck             |      | 2.298 | 16,98 | 135      | Grieskirchen   |        | Markt- gemeinde | Gem.Kennz.: 40809 |
| Heiligenberg                 |      | 723   | 13,86 | 52       | Eferding       |        | Gemeinde        | Gem.Kennz.: 40810 |
| Hofkirchen an der Trattnach  |      | 1.728 | 18,00 | 96       | Grieskirchen   |        | Markt- gemeinde | Gem.Kennz.: 40811 |
| Kallham                      |      | 2.506 | 26,73 | 94       | Grieskirchen   |        | Gemeinde        | Gem.Kennz.: 40812 |
| Kematen am Innbach           |      | 1.408 | 12,67 | 111      | Grieskirchen   |        | Markt- gemeinde | Gem.Kennz.: 40813 |
| Meggenhofen                  |      | 1.549 | 18,21 | 85       | Grieskirchen   |        | Gemeinde        | Gem.Kennz.: 40814 |
| Michaelnbach                 |      | 1.300 | 23,02 | 56       | Grieskirchen   |        | Gemeinde        | Gem.Kennz.: 40815 |
| Natternbach                  |      | 2.318 | 30,96 | 75       | Eferding       |        | Markt- gemeinde | Gem.Kennz.: 40816 |
| Neukirchen am Walde          |      | 1.657 | 15,84 | 105      | Eferding       |        | Markt- gemeinde | Gem.Kennz.: 40817 |
| Neumarkt im Hausruckkreis    |      | 1.527 | 2,11  | 723      | Grieskirchen   |        | Markt- gemeinde | Gem.Kennz.: 40818 |
| Peuerbach                    |      | 4.683 | 39,40 | 119      | Grieskirchen   |        | Stadt- gemeinde | Gem.Kennz.: 40835 |
| Pollham                      |      | 1.019 | 11,28 | 90       | Grieskirchen   |        | Gemeinde        | Gem.Kennz.: 40821 |
| Pötting                      |      | 570   | 7,43  | 77       | Grieskirchen   |        | Gemeinde        | Gem.Kennz.: 40820 |
| Pram                         |      | 1.710 | 20,31 | 84       | Grieskirchen   |        | Markt- gemeinde | Gem.Kennz.: 40822 |
| Rottenbach                   |      | 1.133 | 14,59 | 78       | Grieskirchen   |        | Gemeinde        | Gem.Kennz.: 40823 |
| Schlüßlberg                  |      | 3.073 | 19,87 | 155      | Grieskirchen   |        | Markt- gemeinde | Gem.Kennz.: 40827 |
| St. Agatha                   |      | 2.161 | 31,78 | 68       | Eferding       |        | Gemeinde        | Gem.Kennz.: 40824 |
| St. Georgen bei Grieskirchen |      | 1.321 | 11,41 | 116      | Grieskirchen   |        | Gemeinde        | Gem.Kennz.: 40825 |
| St. Thomas                   |      | 581   | 6,08  | 96       | Grieskirchen   |        | Gemeinde        | Gem.Kennz.: 40826 |
| Steegen                      |      | 1.095 | 13,20 | 83       | Grieskirchen   |        | Gemeinde        | Gem.Kennz.: 40828 |
| Taufkirchen an der Trattnach |      | 1.952 | 24,61 | 79       | Grieskirchen   |        | Markt- gemeinde | Gem.Kennz.: 40829 |
| Tollet                       |      | 949   | 9,55  | 99       | Grieskirchen   |        | Gemeinde        | Gem.Kennz.: 40830 |
| Waizenkirchen                |      | 3.881 | 34,25 | 113      | Grieskirchen   |        | Markt- gemeinde | Gem.Kennz.: 40831 |
| Wallern an der Trattnach     |      | 3.123 | 14,63 | 214      | Grieskirchen   |        | Markt- gemeinde | Gem.Kennz.: 40832 |
| Weibern                      |      | 1.692 | 17,47 | 97       | Grieskirchen   |        | Gemeinde        | Gem.Kennz.: 40833 |
| Wendling                     |      | 893   | 12,83 | 70       | Grieskirchen   |        | Gemeinde        | Gem.Kennz.: 40834 |

## Mittelpunkt
Der Flächenschwerpunkt des Bezirkes Grieskirchen liegt genau an der Gemeindegrenze von Pötting und Taufkirchen an der Trattnach (⊙).